# چهار پله
چهار پله چهار دروازه یکی از باورهای علوی‌گری است. این چهار پله مراحل رسیدن به انسان کامل است.
چهار پله ازین قرارند:
شریعت
طریقت
معرفت
حقیقت